# Fei-Fei Li
Fei-Fei Li (xinès: 李飛飛)  (Pequín, 3 de juliol de 1975) qui també publica sota el nom de Li Fei-Fei (xinès simplificat: 李飞飞; xinès tradicional: 李飛飛), és professora de ciències de la computació a la Universitat Stanford. Actualment és la codirectora de l'Institut d'Intel·ligència Artificial Centrada en la Universitat Stanford i el Laboratori d'Aprenentatge i Visió de Stanford. Va tenir el càrrec de directora del Laboratori d'Intel·ligència Artificial de Stanford (SAIL), de 2013 a 2018. Al 2017, va ser cofundadora d'AI4ALL, una organització sense lucre que treballa per augmentar la diversitat i la inclusió al camp de la intel·ligència artificial. La seva experiència en investigació inclou la intel·ligència artificial (IA), l'aprenentatge automàtic, l'aprenentatge profund, la visió artificial i la neurociència cognitiva. Li és una de les investigadores més prolífiques al camp de l'IA. Va ser la científica líder i investigadora principal d'ImageNet, un conjunt de dades crítiques i un projecte de visió per ordinador que va donar com a resultat la recent revolució de l'aprenentatge profund.

## Educació
Fei-Fei Li va emigrar de la Xina amb la seva família i es va establir a Parsippany-Troy Hills, Nova Jersei. Es va graduar a la Parsippany High School el 1995, a on va ser admesa al Saló de la Fama de la Parsippany High School el 2017. Va obtenir la seva llicenciatura en física de la Universitat de Princeton el 1999 amb alts honors. El seu doctorat és en enginyeria elèctrica de l'Institut de Tecnologia de Califòrnia (Caltech) el 2005. El seu supervisor de doctorat principal va ser Pietro Perona, i el supervisor secundari Christof Koch, tots dos professors a Caltech en el moment del seu estudi. Els seus estudis de postgrau van ser recolzats per la National Science Foundation Graduate Research Fellowship i The Paul & Daisy Soros Fellowships for New Americans.

## Carrera
Des de 2005 fins a agost de 2009, Li va ser professora ajudant al Departament d'Enginyeria Elèctrica i Informàtica de la Universitat d'Illinois a Urbana-Champaign i el Departament d'Informàtica de la Universitat de Princeton, respectivament. Es va unir a Stanford el 2009 com a professora ajudant i va ser promoguda a professora associada amb permanència el 2012, i després professora titular el 2017. A Stanford, Li es va desempenyorar com a directora del Laboratori d'Intel·ligència Artificial de Stanford (SAIL) de 2013 a 2018, supervisant el creixement més ràpid del laboratori durant aquest període. Es va convertir en la co-directora fundadora de la iniciativa a nivell universitari de Stanford: l'Institut d'AI centrat en l'ésser humà, juntament amb el co-director John Etchemendy, ex director de la Universitat Stanford.
En el seu any sabàtic de la Universitat Stanford des de gener del 2017 fins a la tardor del 2018, Li es va unir a Google Cloud com a Científica Principal d'AI / ML i vicepresidenta. A Google, el seu equip se centra a democratitzar la tecnologia de la intel·ligència artificial i en reduir la barrera d'entrada per a negocis i programadors, inclosos els desenvolupaments de productes com AutoML. Va tornar a la Universitat Stanford per continuar la seva càtedra a la tardor de 2018.
Li també és coneguda pel seu treball sense lucre com ara cofundadora i presidenta de l'organització sense fins de lucre AI4ALL, la missió de la qual és educar la pròxima generació de tecnòlegs, pensadors i líders de l'IA mitjançant la promoció de la diversitat i la inclusió a través dels principis de l'AI centrats en l'ésser humà. Abans d'establir AI4ALL el 2017, Li i la seva antiga estudiant Olga Russakovsky, actualment professora ajudant en la Universitat de Princeton, van cofundar i van dirigir el programa precursor a Stanford nomenat SAILORS (Stanford AI Lab OutReach Summers). SAILORS va ser un campament d'estiu anual a Stanford dedicat a nenes de secundària de novè grau en educació i investigació d'AI, establert el 2015 fins que va canviar el seu nom a AI4ALL @Stanford el 2017. Al 2018, AI4ALL va llançar amb èxit cinc programes d'estiu més a Stanford, inclosa la Universitat de Princeton, la Universitat Carnegie Mellon, la Universitat de Boston, la Universitat de Califòrnia a Berkeley, y la Universitat canadenca Simon Fraser.

## Investigacions
Li, treballa en intel·ligència artificial (IA), aprenentatge automàtic, visió artificial, neurociència cognitiva i neurociència computacional. Ha publicat prop de 180 articles d'investigació revisats per experts. El seu treball apareix a revistes de ciències de la computació i neurociència, incloent Nature, Proceedings of the National Academy of Sciences, Journal of Neuroscience, Conferencia sobre Visió per Computadora i Reconeixement de Patrons, Conferència Internacional sobre Visió per Computadora, Conferència sobre sistemes de processament d'informació neural, Conferència europea sobre visió artificial, International Journal of Computer Visió i IEEE Transactions on Pattern Analysis and Machine Intelligence. Ha estat descrita com una pionera i investigadora de l'IA que porta «la humanitat a la IA».
Entre els seus treballs més coneguts està el projecte ImageNet, que ha revolucionat el camp del reconeixement visual a gran escala.
Ha dirigit a l'equip d'estudiants i col·laboradors per organitzar la competència internacional en tasques de reconeixement d'ImageNet nomenada ImageNet Large-Scale Visual Recognition Challenge, (ILSVRC), per les seves sigles en anglès), entre 2010 i 2017 en la comunitat acadèmica. «Molts ho veuen com el catalitzador del boom de la intel·ligència artificial que el món està experimentant avui», segons un article recent de Quartz.
La investigació de Li, en la visió per ordinador va contribuir significativament a una línia de treball nomenada Natural Scene Understanding, o més tard, Story-telling of images. És reconeguda pel seu treball en aquesta àrea per la International Association for Pattern Recognition el 2016. Ella va donar una conferència sobre l'escenari principal de TED a Vancouver el 2015, i de llavors ençà ha estat vista més de dos milions de vegades.
Als últims anys, el treball d'investigació de Fei-Fei Li es va ampliar a AI i cura de la salut, col·laborant estretament amb Arnold Milstein a Stanford, un líder nacional reconegut que treballa en la millora de la prestació d'assistència mèdica.
Selecció d'honors i premis
- 1999 Paul i Daisy Soros Fellowship per a nous estatunidencs.[46]
- Beca de nova facultat d'investigació de Microsoft 2006.[47]
- Premi NSF CAREER 2009.[48]
- Menció honorífica al millor article de 2010, Conferència IEEE sobre visió artificial i reconeixement de patrons (CVPR).[49]
- Company 2011, Beca Alfred P. Sloan.[50]
- 2015 Una dels pensadores globals líders de 2015, Política exterior.[51]
- Premi JK Aggarwal 2016, Associació Internacional per al Reconeixement de Patrons (IAPR).[52]
- 2016 Un dels 40 «Els grans immigrants», Fundació Carnegie.[53][54]
- Premi WITI@UC Athena per a Lideratge Acadèmic, Universitat de Califòrnia.[55]
- 2017 Una de les set dones guardonades en tecnologia, Elle Magazine.[56]
- 2018 Elegida como ACM Fellow por «contribuciones en la construcción de grandes bases de conocimiento para el aprendizaje automático y la comprensión visual».[57]
- 2018 «Las 50 mejores mujeres de América en tecnología» por Forbes.[58]
- 2018 Audiencia del Congreso de los Estados Unidos por el Subcomité de Investigación y Tecnología y el Subcomité de Energía.[59]